# Léonard Melki
Léonard Melki, detto anche Leonardo da Baabdat, al secolo Yūsuf Habīb Melkī (Baabdat, ottobre 1881 – Mardin, 11 giugno 1915), è stato un religioso libanese appartenente all'Ordine dei frati minori cappuccini.
Durante il genocidio armeno venne assassinato da alcuni soldati turchi per essersi rifiutato di convertirsi alla Islam, preferendo così di rimanere cattolico.
È venerato come martire dalla Chiesa cattolica ed è stato beatificato nel 2022.